# Vercelli Book
Das Vercelli Book (auch bekannt als Vercelli, Biblioteca Capitolare CXVII) ist eine der vier maßgeblichen Handschriften, in denen das Korpus der altenglischen Dichtung überliefert ist. Sie befindet sich im Archiv der Kapitularbibliothek des Doms zu Vercelli.

## Geschichte
Aufgrund paläographischer und inhaltlicher Befunde wird als Entstehungszeit der Handschrift heute allgemein die Mitte der zweiten Hälfte des 10. Jahrhunderts angenommen. Dialektale und inhaltliche Merkmale einiger der enthaltenen Prosatexte weisen zudem auf Südostengland, speziell auf Canterbury, als möglichen Entstehungsort hin. Alle enthaltenen Textniederschriften wurden von der Hand desselben Schreibers, über einen möglicherweise längeren Zeitraum, angefertigt.
Die Umstände, unter denen die Handschrift nach Italien gelangte sind unbekannt. Mutmaßungen über den möglichen Zeitraum für den Transfer von England nach Norditalien reichten in der wissenschaftlichen Kritik von dem Beginn oder der Mitte des 11. Jahrhunderts bis zur frühen Neuzeit. Die meisten Kommentatoren gehen heute davon aus, dass der Kodex spätestens während des 11. Jahrhunderts nach Italien gelangt sein muss. Der deutsche Jurist Friedrich Bluhme (auch: Blume) fand die Handschrift 1822 in der Vercelleser Bibliothek auf und beschrieb sie in seinem Iter Italicum, wobei er als erster deren Sprache als "angelsäxisch" identifizierte. Zuvor wurde sie in den Bücherverzeichnissen der Bibliothek und auf dem Einband, der in das frühe 19. Jahrhundert datiert wird, als "Homiliarum Liber Ignoti Idiomatis" bezeichnet. Eine erste Abschrift fertigte im Januar und Februar 1834 der deutsche C. Maier im Auftrag der Record Commission (London) an.

## Inhalt
Die Handschrift enthält auf 135 erhaltenen Pergamentblättern neben 23 Predigttexten und einer Vita des heiligen Guthlac in Prosaform auch die altenglischen Gedichte "Andreas", "The Dream of the Rood", "Soul to the Body", "Homiletic Fragment I", "Elene" und "The Fates of the Apostles". Die beiden letzteren werden aufgrund von Runensignaturen in den Gedichten dem altenglischen Poeten Cynewulf zugeschrieben.
Kodikologische Betrachtungen der Handschrift haben gezeigt, dass in verschiedenen Lagen einzelne Blätter fehlen, so dass mehrere Texte unvollständig sind. Die Lesbarkeit einiger Folios ist zudem durch ein, vermutlich von C. Maier verwendetes Reagenz, stark beeinträchtigt.

### Ausgaben
Faksimiles
- Max Förster: Il Codice Vercellese con omelie e poesie in lingua anglosassone. Capitolo metropolitano di Vercelli la prima volta interamente riprodotto in fototipia. Rom 1913.
- Celia Sisam: The Vercelli Book: A Late Tenth-Century Manuscript Containing Prose and Verse, Vercelli Biblioteca Capitolare CXVII. EEMF 19. Kopenhagen 1976.

Editionen
- George Philip Krapp (Hrsg.): The Vercelli Book. (= Anglo-Saxon Poetic Records 2) London 1932.
- D.G. Scragg (Hrsg.): The Vercelli Homilies and Related Texts. EETS o.s. 300. London 1992.
- Vercelli Book Digitale

### Sekundärliteratur
- Oliver Bock: C. Maier's Use of a Reagent in the Vercelli Book. In:  The Library. 7th series Bd. 16, 2015, S. 249–281.
- Friedrich Bluhme: Iter Italicum. Erster Band. Berlin, Stettin 1824.
- Max Förster: Der Vercelli-Codex CXVII nebst Abdruck einiger altenglischer Homilien der Handschrift. In: F. Holthausen, H. Spies (Hrsg.): Festschrift für Lorenz Morsbach. Halle 1913, S. 21–179.
- Maureen Halsall: Vercelli and the Vercelli Book. In: PMLA. 84 (1969), S. 1545–1550.
- Neil R. Ker: Catalogue of Manuscripts Containing Anglo-Saxon. Oxford 1957. (Nr. 394)
- D.G. Scragg: The Compilation of the Vercelli Book. In: Anglo-Saxon England. 2, (1973), S. 189–207.
- Kenneth Sisam: Marginalia in the Vercelli Book. In: Ders.: Studies in the History of Old English Literature. Oxford 1953, S. 109–118.
- Samantha Zacher, Andy Orchard (Hrsg.): New Readings in the Vercelli Book. Toronto 2009.